# Gian Carozzi
Giancarlo Carozzi detto Gian (La Spezia, 29 marzo 1920 – Sarzana, 20 gennaio 2008) è stato un pittore italiano, esponente del movimento spazialista.

## Gli anni della formazione
La formazione artistica di Carozzi ha inizio frequentando il Liceo artistico di Genova, presso il quale decide di coltivare la giovanile attitudine verso il disegno e la pittura. La solida istruzione storico-artistica, peraltro, gli deriva dal curioso sforzo di autodidatta, più che dall'insegnamento scolastico. Ha da poco intrapreso la carriera di artista quando all'età di ventidue anni è chiamato sotto le armi: dopo un periodo di addestramento svolto a Milano, scongiurata l'ipotesi di entrare a far parte dell'ARMIR (probabilmente grazie all'intervento di un ufficiale dell'esercito, amico del padre), Carozzi è assegnato in forza in Grecia. Tornato in Italia verso l'estate del 1943, decide - dopo l'8 settembre - di unirsi alle bande partigiane di Giustizia e Libertà che operano sull'Appennino tosco-emiliano. Durante la militanza sfugge a un rastrellamento tedesco in Val di Magra nascondendosi dentro un canneto posto in prossimità di uno stagno; è costretto a rimanere nascosto ventiquattro ore prima di poter riparare via tra filari di fagioli. Con l'incoscienza della sua giovane età, il partigiano Carrozzi passa illeso di vicenda in vicenda fino al '45.
Nell'estate del '45 si reca in bicicletta a Firenze, dove - insieme all'amico scrittore Manlio Cancogni - visita una mostra di arte francese allestita a Palazzo Pitti e curata da Bernard Berenson: viene folgorato dalla pittura di Paul Cézanne, di cui ammira undici quadri appartenenti alla collezione di Egisto Paolo Fabbri e Charles Alexander Loeser. Da quell'incontro fondamentale con l'opera dell'artista di Aix-en-Provence si fa ancora più rigorosa e fanatica la ricerca intrapresa da Carozzi fin dai primi anni della formazione, cioè il tentativo di cogliere, per mezzo della pittura, l'essenza della realtà, il vero contenuto di significato degli oggetti, tralasciando ciò che è superfluo e - per ciò solo - effimero. In quell'epoca le giornate di Carozzi sono infatti tutte spese ad analizzare la costruzione cézanniana nel suo studiolo. L'artista vive con la moglie e il bambino in una casa di campagna a mezza costa del promontorio di Monte Marcello, nel comune di Ameglia.
Si sveglia all'alba, dipinge accanitamente da mattino a sera, mai soddisfatto, disfacendo di continuo il proprio lavoro.
A La Spezia nel 1947 nasce, grazie all'attivismo irrefrenabile di Vincenzo Frunzo e all'appoggio etico-critico di Corrado Cagli, il Gruppo dei Sette di cui Carozzi entra a far parte (gli altri sodali sono: Gino Bellani, Carlo Giovannoni, Guglielmo Carro, Vincenzo Frunzo, Bruno Guaschino, e Giacomo Porzano). 

L'anno successivo visita un'edizione particolarmente significativa della Biennale di Venezia, venendo a contatto per la prima volta con la pittura non figurativa: ha modo di apprezzare l'opera di Kandinskij, pittore sul quale muterà il proprio giudizio nel corso degli anni, così come - nella collezione Guggenheim - è impressionato da Jackson Pollock, allora artista semi-sconosciuto. Colto da un entusiasmo sincero e travolgente, abbandona frettolosamente l'esperienza cézanniana e si butta a capofitto nella pittura astratta, seguendo e rielaborando le intuizioni degli artisti che più lo avevano suggestionato: i risultati di allora sono opere originali, istintive, in parte anche casuali. L'influenza dell'espressionismo astratto è dunque evidente soprattutto nei quadri del '48, tele che però già anticipano la più innovativa pittura successiva di Carozzi.
Nel 1949, anno della rinascita del Premio di pittura Golfo della Spezia, Carozzi è subito premiato da una commissione presieduta da Valentino Bompiani e composta da Carlo Carrà e Carlo Ludovico Ragghianti per l'opera “Metamorfosi della Grotta Azzurra”, un esempio dell'eco surreale che caratterizza la sua arte fino alla partenza per Milano.

## L'esperienza milanese
In quegli anni la capitale italiana dell'arte è Milano, dove i movimenti pittorici - avanguardisti e non - si moltiplicano e si fondono. Giancarlo Carozzi non può, dinanzi a questo fervore di iniziative, espositive ed estetiche, non recarsi 'sul posto' per verificare e conoscere da vicino figure e comportamenti.
È chiaro che la sua vita sarebbe stata una “vita d'artista”.
Lascia La Spezia nel 1949 per Milano, dove trova un impiego nella pubblicità: anche in questo campo avrà modo di dimostrare grande abilità. Carozzi è già tecnicamente maturo, tra fondamentali accademici, la giovanile passione cézanniana e una prima conversione all'avanguardia artistica.
Essere pittori astratti rappresenta in quel momento, più che una scelta di campo, una sorta di conversione fideistica, un modo brusco di tagliare i ponti con la tradizione figurativa.
A Milano partecipa al Premio Diomira per giovani artisti al di sotto dei trent'anni; l'opera che espone colpisce l'attenzione di Carlo Cardazzo che gli dedica una mostra personale presso la Galleria del Naviglio.
Beniamino Joppolo, nell'introduzione alla mostra di Carozzi del 1950 lo definisce «un pittore surrealista ma surrealista di un surrealismo che ha saputo seguire il surrealismo nel suo logico divenire. Difatti i piani, le atmosfere, e anche gli oggetti, le forme, i movimenti si muovono in una realtà intuita esistente ma non controllabile con occhi, tatto, orecchie».
Forme biomorfe di una realtà più extra-terrestre che naturale, rocce dalle genesi organiche che s'impossessano di un trasognato palcoscenico che richiama l'esperienza metafisica di De Chirico, proiettato su un infinito con pianeti e stelle: ciò rende il surrealismo di Gian Carozzi una “terza via” più vicina all'astrattismo: il quadro non comprende una realtà fatta di elementi onirici ma verosimili (come nella pittura di Dalí), quanto piuttosto una realtà fantastica, realizzabile e realizzata solo nella forma del pensiero.
Il 1950 è un anno molto prolifico per Carozzi, partecipa infatti alla XXV Edizione della Biennale di Venezia e ottiene al "Premio del Golfo" il riconoscimento della giuria presieduta da Carlo Ludovico Ragghianti e composta da Renato Guttuso, Felice Casorati, Carlo Carrà, Marco Valsecchi e Ubaldo Formentini.

## Carozzi e lo Spazialismo
A Milano intanto giunge da Buenos Aires Lucio Fontana che porta con sé il “Manifesto Bianco” e comincia a proporre vari documenti sullo Spazialismo alla comunità artistica.
Alla Galleria del Naviglio di Milano Carozzi vede “Ambiente spaziale a luce nera” e ascolta la conferenza di Beniamino Joppolo, pittore e scrittore teorico dello Spazialismo; in quei giorni assiste alla spaccatura definitiva (sia politica che culturale) del Fronte nuovo delle arti; va alla presentazione della quarta cartella, alla Galleria Salto, di Arte Concreta (con litografie, tra gli altri, di Afro, Soldati, Veronesi, Dorfles e Fontana).
Legge poi con crescente curiosità la “Proposta di un regolamento del Movimento Spaziale” firmata ovviamente da Lucio Fontana e da Milena Milani, Giampiero Giani, Beniamino Joppolo, Roberto Crippa e Carlo Cardazzo. È "per caso" tra i fondatori dello Spazialismo.
La mostra di Carozzi ai Navigli ha un enorme successo e Fontana, vedendo i suoi quadri, lo avvicina per dirgli: «Tu sei un pittore spaziale ».
Qualche giorno dopo viene scritto il Manifesto dell'arte spaziale e Carozzi si accorge che tra i firmatari compare anche il suo nome.
Più tardi firmerà - con maggiore consapevolezza ma mai con eccessiva convinzione - il Manifesto dell'arte spaziale per la televisione.
Dal 1950 al 1952 partecipa alla vita e alle mostre degli Spazialisti: "Giancarozzi" (questo l'alias con cui compare nelle locandine) espone alle mostre del gruppo con Lucio Fontana, Roberto Crippa, Gianni Dova, Beniamino Joppolo, Cesare Peverelli, Mario Deluigi.
Ma si ricordano anche serate al bar, dibattiti alla Galleria del Naviglio, incontri in cui Joppolo ha la funzione di teorico del movimento; nonostante la giovane età, Gian Carozzi è considerato da molti del gruppo un capofila e un maestro.
È evidente l'estrema variabilità di compagine che caratterizza il fronte Spazialista: a conferma del fatto che si tratta di un raggruppamento artificioso, con forti intenti promozionali, all'interno del quale Fontana offre un grande carisma, ma poi ciascuno opera in sostanziale autonomia.
Carozzi ricorderà quei momenti dicendo di essersi annoiato: la sua giovinezza gli impedisce di aderire fino in fondo alla poetica spazialista e di spingersi molto oltre il fascino verso Lucio Fontana, uomo assai più maturo e artista dal grande genio.
Chiunque avrebbe cavalcato il successo garantitogli dall'appartenenza allo Spazialismo, Gian Carozzi no. L'ambiente inizia presto ad annoiarlo e a riempirlo di dubbi: lentamente si stacca dal gruppo e torna a vivere da solo: non è intenzionato a commercializzare la propria pittura e la pubblicità, nella quale si distingue per originalità ed eleganza, gli dà di che vivere.
A distanza di tempo l'artista giudicherà gli anni spazialisti come un'esperienza negativa; in verità - osservando i suoi quadri di allora - si osserva la singolarità e pluralità del concetto spaziale di Gian Carozzi, che è - senza dubbio - orientato verso il non contingente, e sviluppa nuove forme e simboli appartenenti al subconscio o - meglio ancora - brillanti intuizioni di una realtà immaginaria, che evoca la realtà conosciuta senza rappresentarla.

## Gli anni di Parigi
Nel ‘57 a Milano il padrone di casa decide d'aumentargli l'affitto: Gian Carozzi pensa quindi di lasciare l'appartamento «Ma dove andare? Cambiare per cambiare perché non Parigi?».
Quando arriva a Parigi la città, con le sue case bianche di neve, i lungosenna brumosi, gli sembra bellissima: ne nasce un amore che durerà vent'anni.
Affitta uno studio in rue d'Assas, proprio accanto allo scultore Zadkine e al giardino del Luxembourg.
A Parigi ritrova Cancogni che era corrispondente del l'Espresso, e Joppolo che, allontanatosi dallo Spazialismo, vi abitava già da un anno; non conosce nessun altro.
La vita a Parigi per un pittore è durissima, Carozzi conosce pittori di fama che trascorrono una vita miserevole, lavorando moltissimo e vivendo con molto poco «a Parigi - dice Carozzi - nessuno viene chiamato maestro come succede in Italia».
Espone al Salon d'Automne, al Salon des Réalité Nouvelle, al Salon de Versailles e al Gran Palais all'esposizione Présence Européenne e Art Contemporaine International dove rappresenta l'Italia con Arnaldo Pomodoro, Alberto Burri, Lucio Fontana, Giuseppe Capogrossi e Roberto Matta.
Esegue, per la I.T.T. francese, pitture di grandi dimensioni per la sala del consiglio d'amministrazione e negli stabilimenti di Saint Omer, oltre ad una serie di pitture murali.
Diviene amico del pittore russo Simon Segal, uno degli ultimi esponenti della Scuola di Parigi e fautore di un neo-espressionismo particolarmente efficace nel ritratto; conosce alcuni artisti italiani che abitavano a Parigi tra cui il vecchio Gino Severini (futurista della prima ora), Alberto Magnelli e lo scultore Carlo Sergio Signori.
La sua amicizia con lo scultore Émile Gilioli inizia invece nel '62: Carozzi si reca nel suo studio e le opere di Gilioli lo affascinano moltissimo.
A sua volta Gilioli visita l'atelier di Carozzi ed esprime il proprio apprezzamento. Lo scultore parigino, che dopo una vita assai dura era arrivato al successo pochi anni prima con un'importante mostra da Carré, è famoso per non prestare alcun aiuto agli altri artisti.
Tuttavia, con grande sorpresa di Carozzi, si presenta un giorno nel suo studio con un collezionista belga che acquista diverse tele.
Gli incontri sono molto frequenti, spesso i due si ritrovano in un campetto vicino al Cimitero di Montparnasse dove si tengono, con altri artisti, accanite partite a bocce.
Gilioli ama avere a cena nel suo studio gli amici pittori e scultori; da lui Gian Carozzi conosce - tra gli altri - Serge Poliakoff, Jean Dewasne, Yaacov Agam, Jean Deyrolle.
Questi contatti possono indurre a pensare che Carozzi abbia una vita «mondana e brillante», in verità si tratta di brevi e saltuarie pause all'interno di una vita solitaria.
Il Louvre è la sua vera casa. L'artista ama trascorrere ore dinanzi alla pittura italiana, oltre ad una particolare predilezione per Poussin, Chardin e Corot.
(Gian Carozzi, Intervista di Ferruccio Battolini, 1984)
Nei suoi quadri, specialmente degli ultimi anni, sono evidenti le lezioni di questi maestri.
Gian Carozzi trascorre giornate intere davanti al cavalletto, ma spesso la tela rimane bianca oppure, dopo aver lavorato, distrugge quello che ha fatto, soffrendo di un'eterna insoddisfazione che lo tormenterà per l'intera carriera.
Segue tutte le mostre, che sono moltissime, e le idee gli si confondono sempre di più; a Parigi però Carozzi ha la possibilità di superare la crisi da sovraffollamento di immagini rifugiandosi al Jeu de Paume ove può - per l'ennesima volta - dialogare in silenzio con il “suo” Cézanne,  autore spartiacque della sua formazione e passione giovanile mai estinta.

## La Grande Chaumière
Si accorge però che con l'esperienza astratta, abbandonato completamente il disegno, ha perso la capacità costruttiva appresa negli anni di studio. Decide quindi di abbandonare per il momento la pittura e di dedicarsi al solo disegno. A Montparnasse, il quartiere nel quale abita, c'è l'Accademia della Grande Chaumière, dove hanno lavorato pittori illustri, da Corot a Matisse.
Lì, da mattino a sera, le modelle si susseguono le une alle altre in tutte le pose possibili, e si lavora, assieme ad altre 20-30 persone dai sedici agli ottanta anni, in un silenzio assoluto.
Gian Carozzi disegna spesso col modello per tutto il giorno, passando da grandi disegni a carbone molto studiati a schizzi rapidi e immediati.
Questo lavoro oscuro e faticoso dura tre anni ma risulta - per il pittore - indispensabile: l'esperienza della Grande Chaumière, insieme all'instancabile studio dei grandi, induce Gian Carozzi ad una lenta revisione della propria arte.
Parigi ha quindi significato per l'artista una sorta di lungo esercizio preparatorio, più umano che estetico forse, al suo splendido ritorno alla figurazione.

## Il ritorno in Italia e alla pittura figurativa
Nel 1979 l'artista decide il ritorno nella terra d'origine, la Val di Magra, scegliendo in particolare la città di Sarzana, dove è autore delle quattordici tavole a colori del libro La cucina della Lunigiana, edito da Longanesi.
Nella sua decisiva maturazione artistica rinuncia volontariamente al “colore-colore”, lavora essenzialmente con le “terre” che sono fondamentalmente il colore dell'affresco.
«Questo non vuol dire - precisa Carozzi - che io non ami i grandi coloristi, e Matisse per primo»; la scelta dei colori aiuta a comprendere l'atmosfera che, con le preponderanti “terre”, l'artista vuole ricreare, ovvero la realtà umano-naturale che egli ha assimilato e trasformato durante il soggiorno parigino, in un appuntamento permanente con il nucleo delle cose: le sue nature morte, i suoi paesaggi, anche alcuni suoi ritratti, sono un elogio del micros in luogo del macros, dove il micros assurge a sintesi e a geometria costruita, in linea con l'irraggiungibile modello cèzanniano.
Nelle nature morte Carozzi richiama l'esperienza di Chardin e di Cézanne attraverso l'evidenza plastico-emotiva delle forme e l'impostazione prospettica appena forzata per consentirci una visione insieme profonda e globale dell'immagine.
Viene meno però ogni piacevolezza coloristica.
La sua tavolozza è tendenzialmente omogenea e si imposta su timbri piuttosto spenti, nel cui impasto riconosciamo un alto numero di variazioni cromatiche tenute in sordina dalla matericità del colore.
Nel 1984 il Comune della Spezia gli dedica un'antologica al Centro Allende, curata dal critico Ferruccio Battolini, mentre nel 1986 esegue una serie di cartoni matissiani per la realizzazione di vetrate destinate alla sede centrale della Cassa di Risparmio della Spezia.
Dal 1998 al 2000 Carozzi giunge persino a riproporre, con ironia ma devoto rispetto, iconografie cinque-secentesche da Raffaello, Tiziano e Diego Velázquez, con uno spirito non del tutto estraneo alla passione di Francis Bacon per il ritratto di Papa Innocenzo X, quadro di Velasquez più volte interpretato dall'artista irlandese.
Sono gli anni dei “Cardinali”: Carozzi riprende il tema degli altri prelati e vuole rappresentare il potere temporale della Chiesa attraverso sguardi privi di ogni mitezza pastorale e mediante una parziale dissoluzione delle figure, simbolo della corruzione profonda del Porporato.
L'artista è ispirato dallo scandalo che nel 1998 coinvolge il cardinal Giordano, accusato di associazione per delinquere finalizzata all'usura.
La produzione figurativa degli ultimi trent'anni di vita è ansia di sintesi, tensione all'astratto, riduzione all'essenziale per cogliere il senso originale delle cose; ma questa lunga ricerca, iniziata negli anni quaranta, non può ghermire l'essenza della realtà e può solo tramutarsi in un ciclo infinito tra figurazione e astrazione: le ultime forze di Carozzi - pittore instancabile - saranno impiegate in un estremo, interrotto, ritorno all'astrattismo che racchiude in sé il senso dell'intera opera dell'artista.
Nell'agosto 2000 la città di Sarzana gli dedica una grande mostra, articolata in due prestigiosi spazi: vengono esposte in una sezione le opere del periodo spaziale-milanese dal 1949 al 1955, in un'altra le opere recenti dal 1985 al 2000.
Del 2003 è invece la mostra "Carozzi, 1956-1960, organizzata dalla galleria sarzanese Cardelli & Fontana.
Gian Carozzi si spegne nella notte fra sabato 19 e domenica 20 gennaio 2008 nell'ospedale di Sarzana all'età di 87 anni.